# Randall Cobb
Randall Craig „Tex” Cobb (ur. 7 maja 1950, Bridge City) – amerykański zawodowy bokser, kick-boxer i aktor.

## Życiorys
Urodził się w Bridge City w Teksasie, początkowo uprawiał kick-boxing (9 zwycięstw, 2 porażki), a następnie boks, by w końcu zostać aktorem. W 1972 roku ukończył Abilene Christian College, studiował także na Temple University.     

## Kariera bokserska
Jako bokser startował w wadze ciężkiej, stoczył 51 walk, z czego 42 wygrał (w tym 35 przez nokaut), 7 przegrał, a 1 zremisował.

## Filmografia
- Mistrz (1979) jako Bowers
- Niespotykane męstwo (1983) jako marynarz
- Braker (1985) jako R.E. Packard
- Code of Vengeance (1985) jako Willard Singleton
- Złote dziecko (1986) jako Til
- Buy & Cell (1987) jako Wolf
- Parszywa dwunastka 3: Zabójcza misja (1987) jako Eric „Szwed” Wallan
- Arizona Junior (1987) jako Leonard Smalls
- Akademia Policyjna 4: Patrol obywatelski (1987) jako Zack
- Stan krytyczny (1987) jako Box
- Fletch żyje (1989) jako Ben Dover
- Żółta gorączka (1989) jako Kosnic
- Ślepa furia (1989) jako Slag
- Ernest idzie do więzienia (1990) jako Lyle
- Nerwy ze stali (1991) jako Blake Garrett
- Pojedynek oszustów (1992) jako Wolf Forrester
- Naga broń 33⅓: Ostateczna zniewaga (1994) jako owłosiony więzień
- Ace Ventura: Psi detektyw (1994) jako właściciel psa
- Kłamca, kłamca (1997) jako Skull
- Vice (2000) jako Lt. Munson
- Shoot Out of Luck (2011) jako James